# Suzuki Splash
La Suzuki Splash (ou Ritz en Asie) est une petite voiture fabriquée par le constructeur automobile japonais Suzuki et techniquement proche d'une Suzuki Swift. Son clone est l'Opel Agila II (également vendu sous la marque Vauxhall). 

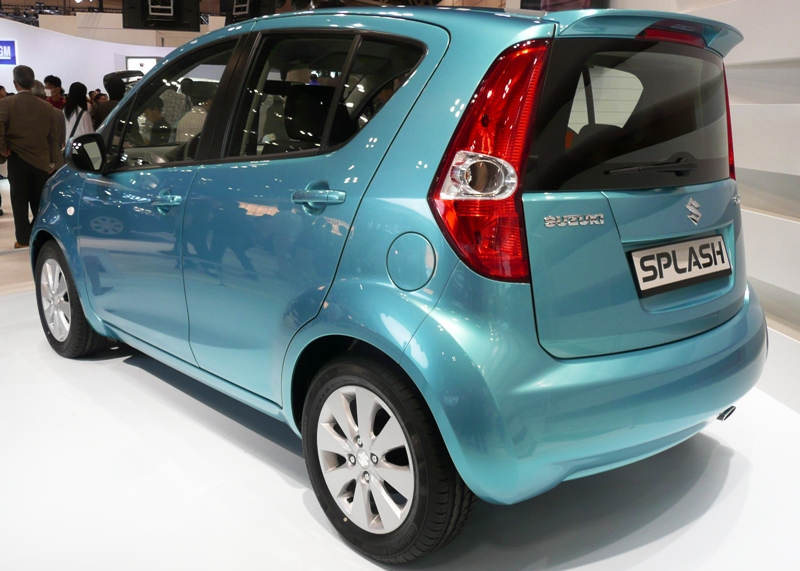
Arrière du Splash
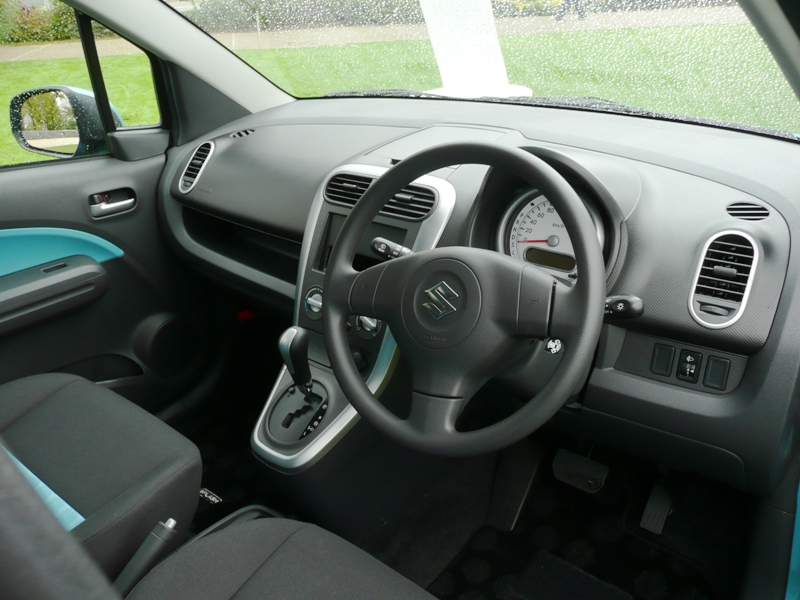
Planche de bord du Splash
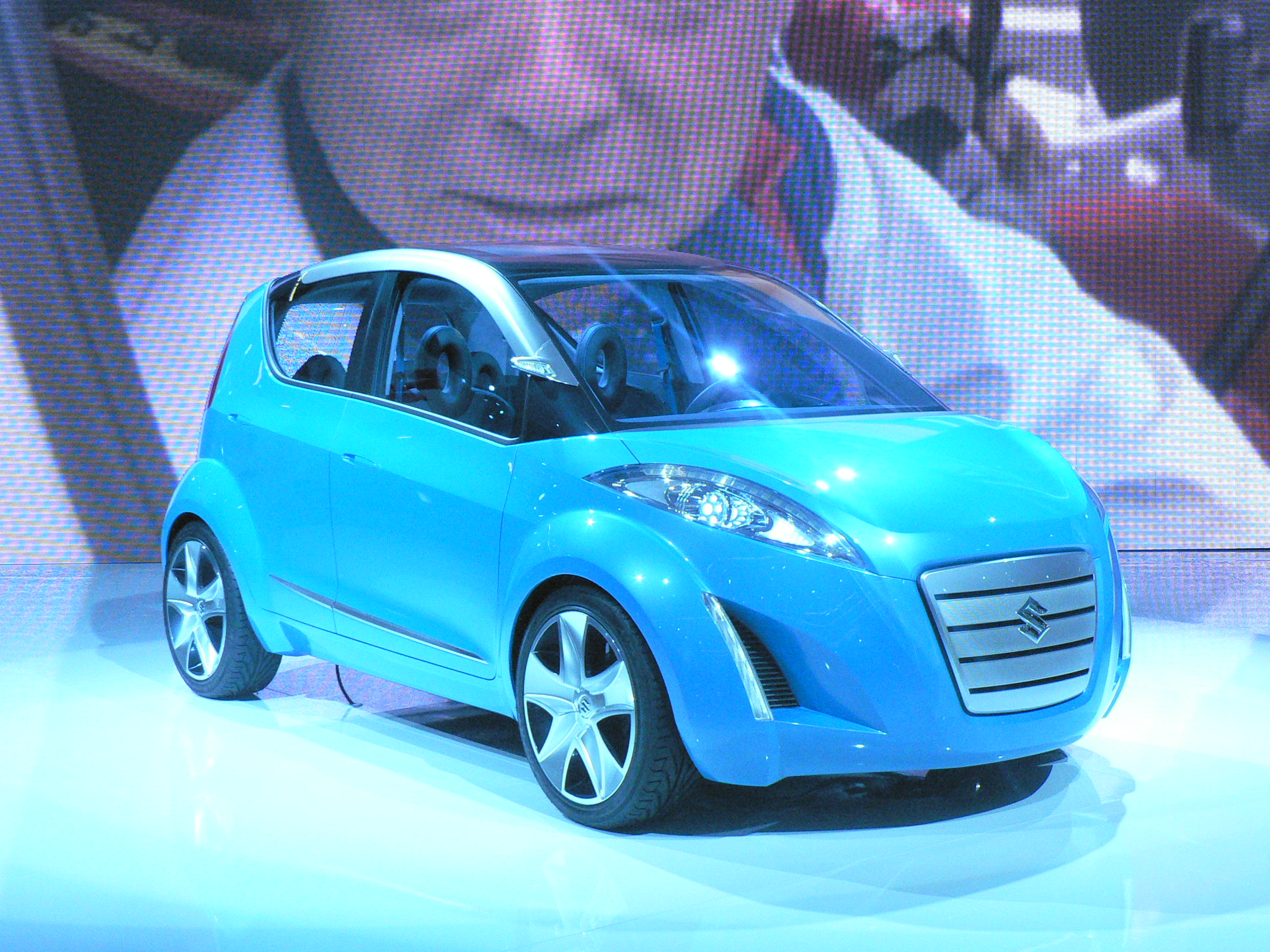
Concept-car

## Historique
- 2006 - Présentation du show car Project Splash au Mondial de l'automobile de Paris[1]
- 2007 - Première mondiale du modèle de série en septembre au salon de l'automobile de Francfort, suivie d'une présentation au Tokyo Motor Show le mois suivant
- 2008 - Début de la production (à l'usine Suzuki d'Esztergom, en Hongrie) et des ventes en Europe, en replacement de la Wagon R+
- 2012 - Léger restylage[2]
- 2014 - La production est interrompue en Hongrie, la Suzuki Splash étant remplacée par la Suzuki Celerio en Europe, un nouveau modèle destiné à remplacer à la fois les Suzuki Splash et Alto[3],[4].
- 2017 - Fin de carrière de la version indienne (Maruti Suzuki Ritz)
- 2018 - Fin de carrière de la version chinoise (Changhe Spla)